# Gohla
Gohla ist ein kleines Dorf im sächsischen Landkreis Meißen, welches seit 2003 ein Ortsteil von Nossen ist. Zuvor gehörte es zur Gemeinde Heynitz, die zwangseingemeindet wurde. Das Dorf befindet sich unweit der Bundesstraße 101 in der Nähe von Katzenberg.

## Geographie
Gohla befindet sich in den hügeligen Ausläufern des Ketzerbachtales. Unweit des Ortes entspringt der Ketzerbach in einer Waldsenke. Der Ort selbst gehört nicht zur Gemeinde Ketzerbachtal. Die Lage ist zu dem Randgebiet der Lommatzscher Pflege zu zählen, die über hervorragende Bodenwerte verfügt. Aufgrund der Eingemeindung zur Stadt Nossen zählt der Ort aber zum Klosterbezirk Altzella.

## Geschichte
Das Gebiet um Gohla wurde wahrscheinlich seit 1803 von Bauern besiedelt, die die erste Hofstelle zu diesem Zeitpunkt errichteten. Diese existiert noch heute als Nr. 1. Darauf folgend wurde 1813 die zweite Hofstelle errichtet (Nr. 2). Diese beiden Höfe sind heute noch als Dreiseithof erhalten. Ursprünglich waren beide Höfe als Vierseithof angelegt. Bei beiden ist die Scheune eingestürzt (Nr. 1 2007, wegen Sturm) bzw. abgebrannt (Nr. 2 1985, wegen Blitzeinschlag). Zwei weitere kleinere Vierseithöfe sind außerdem erhalten.
Bis Mitte der 1970er Jahre soll noch ein Gasthaus in der Nähe des Ketzerbaches existiert haben.

### Einwohnerentwicklung
Entwicklung der Einwohnerzahl:
| - 1834: 87 - 1871: 71 | - 1910: 82 - 1925: 87 - 1949: - 1980: | - 2005: 21 - 2006: 26 - 2007: 27 - 2012: 32 - 2022: 27 |

 Datenquelle: Digitales Historisches Ortsverzeichnis Sachsen, eigene Zählung

## Wirtschaft und Infrastruktur

### Verkehr
Gohla liegt verkehrsgünstig an den Bundesautobahnen 4 und 14 (Abfahrt Nossen Ost) sowie an der Bundesstraße 101. Der nächstgelegene Flughafen ist der Flughafen Dresden. Eine Zugverbindung besteht indirekt über den Bahnhof Deutschenbora mit der Verbindung von Meißen über Döbeln nach Leipzig, über den zweistündlich noch Reisezüge verkehren. Eine Busanbindung von Meißen nach Nossen führt direkt durch den Ort.

### Ansässige Unternehmen
Von den ehemaligen landwirtschaftlichen Betrieben ist durch die Zwangsverstaatlichung zu LPGs kein selbstständiger Betrieb mehr übrig geblieben. Die Felder sind an landwirtschaftliche Unternehmen aus der Umgebung und aus den alten Bundesländern verpachtet.
Seit 2008 ist eine Reittherapie für Kinder und Erwachsene eröffnet wurden. Außerdem eine Imkerei, die aus der Imkerei Heynitz hervorgegangen ist. Im Herbst 2008 ist eine Streuobstkelterei eröffnet worden, die sich um den Erhalt der Streuobstwiesen in der Lommatzscher Pflege bemüht.